# (6537) Adamovich
(6537) Adamovich est un astéroïde de la ceinture principale.

## Description
(6537) Adamovich est un astéroïde de la ceinture principale. Il fut découvert le 19 août 1979 à Naoutchnyï par Nikolaï Tchernykh. Il présente une orbite caractérisée par un demi-grand axe de 2,18 UA, une excentricité de 0,20 et une inclinaison de 4,0° par rapport à l'écliptique.

## Compléments